# Рівне (Ковельський район)
Рі́вне — село в Україні, адміністративний центр Рівненської сільської громади Ковельського району Волинської області.
Населення становить 873 осіб. Орган місцевого самоврядування — Рівненська сільська рада.

## Історія
У 1906 році село Гущанської волості Володимир-Волинського повіту Волинської губернії. Відстань від повітового міста 70  верст, від волості 6. Дворів 210, мешканців 1304.

## Символіка

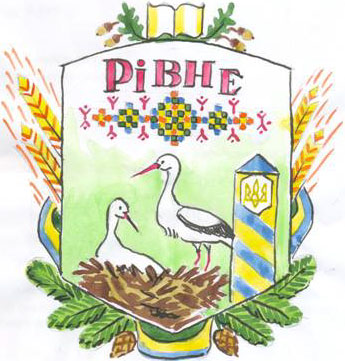
Варіант герба 2007 року

Затверджена 2021 року. Автор дизайну герба і прапора –  доктор історичних наук, голова Українського геральдичного товариства, член Комісії державних нагород та геральдики при Президентові України Андрій Гречило. 
Вежа походить з герба колишнього Любомльського району і символізує археологічну пам'ятку - літописне місто Угровськ, залишки якого знаходяться на території Рівненської громади. Червоний щит з хрестом є символом Волинської області. Хвиляста основа означає місцеві ріки та озера. Правий боковик у синьому й жовтому кольорах уособлює прикордонний стовп і означає розташування села біля західного державного кордону України.

### Герб
У червоному полі над відділеною хвилясто срібною основою стоїть срібна зубчаста вежа, на якій червоний розміщений щиток зі срібним хрестом; праворуч – бічник, перетятий сім разів на сині та золоті поля. Згідно з правилами сучасного українського місцевого герботворення, герб вписаний у декоративний картуш та увінчаний золотою сільською короною з колосків, що вказує на статус села. 

### Прапор
Являє собою квадратне полотнище, від древка йде вертикальна смуга завширшки в 1/5 сторони прапора, розділена горизонтально на п'ять синіх та п'ять жовтих прямокутників. З вільного краю на червоному фоні – біла зубчаста вежа, на якій розміщений червоний щиток з білим хрестом, а з нижнього краю відділена хвиляста біла смуга.

## Населення
Згідно з переписом УРСР 1989 року чисельність наявного населення села становила 889 осіб, з яких 426 чоловіків та 463 жінки.
За переписом населення України 2001 року в селі мешкало 868 осіб.

### Мова
Розподіл населення за рідною мовою за даними перепису 2001 року:
| Мова       | Відсоток |
| ---------- | -------- |
| українська | 99,66 %  |
| білоруська | 0,11 %   |
| польська   | 0,11 %   |
| російська  | 0,11 %   |